# Steve Martin
Stephen „Steve” Glenn Martin (n. 14 august 1945, Waco, Texas, SUA) este un actor, comedian, producător de film, autor și muzician american. Steve Martin ocupă locul 6 în topul 100 al celor mai buni comedieni. A jucat în filme cunoscute precum "Cheaper by the Dozen 1", "Cheaper by the Dozen 2", "The Pink Panther" etc.

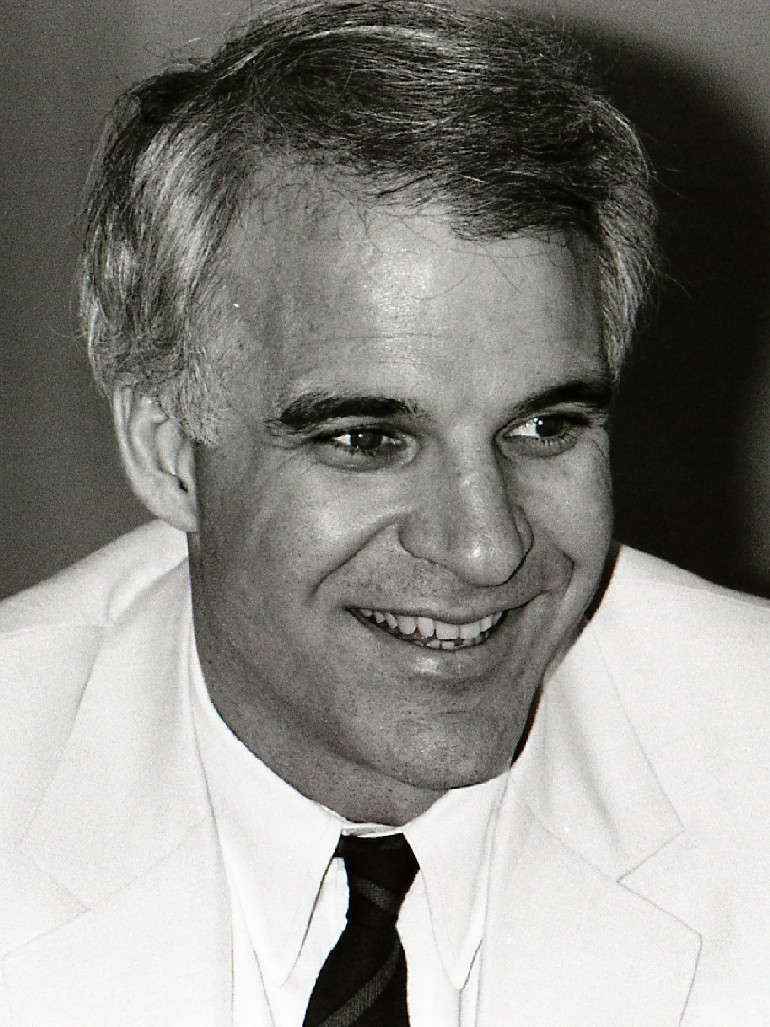
Steve Martin în 1982

## Filmografie

### Filme
| Anu  | Titlu                                                           | Rol                             | Note                                              |
| ---- | --------------------------------------------------------------- | ------------------------------- | ------------------------------------------------- |
| 1956 | Disneyland Dream                                                | El însuși                       | Chance appearance in home movie                   |
| 1972 | Another Nice Mess                                               | Hippy                           |                                                   |
| 1977 | The Absent-Minded Waiter                                        | Steven                          | Scurtmetraj                                       |
| 1978 | Sgt. Pepper's Lonely Hearts Club Band                           | Dr. Maxwell Edison              |                                                   |
| 1979 | The Muppet Movie                                                | Insolent Waiter                 |                                                   |
| 1979 | The Kids Are Alright                                            |                                 | Documentar                                        |
| 1979 | The Jerk                                                        | Navin R. Johnson                | Și scenarist; primul rol în care a apărut ca star |
| 1981 | Pennies from Heaven                                             | Arthur                          |                                                   |
| 1982 | Dead Men Don't Wear Plaid                                       | Rigby Reardon                   | Și scenarist                                      |
| 1983 | The Man with Two Brains                                         | Dr. Michael Hfuhruhurr          | Și scenarist                                      |
| 1984 | The Lonely Guy                                                  | Larry Hubbard                   |                                                   |
| 1984 | All of Me                                                       | Roger Cobb                      |                                                   |
| 1985 | Movers & Shakers                                                | Fabio Longio                    |                                                   |
| 1986 | ¡Three Amigos!                                                  | Lucky Day                       | Și scenarist și producător executiv               |
| 1986 | Little Shop of Horrors                                          | Orin Scrivello, DDS             | Plătit ca "apariție specială"                     |
| 1987 | Roxanne                                                         | C.D. Bales                      | Și scenarist și producător executiv               |
| 1987 | Planes, Trains and Automobiles (Avioane, trenuri și automobile) | Neal Page                       |                                                   |
| 1988 | Dirty Rotten Scoundrels                                         | Freddy Benson                   |                                                   |
| 1989 | Parenthood                                                      | Gil Buckman                     |                                                   |
| 1990 | My Blue Heaven                                                  | Vinnie Antonelli                |                                                   |
| 1991 | L.A. Story                                                      | Harris K. Telemacher            | Și scenarist și producător executiv               |
| 1991 | Father of the Bride                                             | George Banks                    |                                                   |
| 1991 | Grand Canyon                                                    | Davis                           |                                                   |
| 1992 | Housesitter                                                     | Newton Davis                    |                                                   |
| 1992 | Leap of Faith                                                   | Jonas Nightengale               |                                                   |
| 1993 | And the Band Played On                                          | The Brother                     | Cameo                                             |
| 1994 | A Simple Twist of Fate                                          | Michael McCann                  | Și scenarist și producător executiv               |
| 1994 | Mixed Nuts (Încurcături sentimentale)                           | Philip                          |                                                   |
| 1995 | Father of the Bride Part II                                     | George Banks                    |                                                   |
| 1996 | Sgt. Bilko                                                      | Master Sergeant Ernest G. Bilko |                                                   |
| 1997 | The Spanish Prisoner                                            | Jimmy Dell                      |                                                   |
| 1998 | The Prince of Egypt                                             | Hotep                           | Rol de voce                                       |
| 1999 | The Out-of-Towners                                              | Henry Clark                     |                                                   |
| 1999 | Bowfinger                                                       | Bobby Bowfinger                 | Și scenarist                                      |
| 1999 | The Venice Project                                              |                                 | Cameo                                             |
| 1999 | Fantasia 2000                                                   | Introductory Host               | Disney re-release                                 |
| 2000 | Joe Gould's Secret                                              | Charlie Duell                   | Cameo                                             |
| 2001 | Novocaine                                                       | Frank Sangster                  |                                                   |
| 2003 | Bringing Down the House                                         | Peter Sanderson                 |                                                   |
| 2003 | Looney Tunes: Back in Action                                    | Mr. Chairman                    |                                                   |
| 2003 | Cheaper by the Dozen                                            | Tom Baker                       |                                                   |
| 2004 | Jiminy Glick in Lalawood                                        |                                 | Cameo                                             |
| 2004 | The Merchant of Venice                                          |                                 | Cameo                                             |
| 2005 | Shopgirl                                                        | Ray Porter                      | Și scenarist și producător                        |
| 2005 | Cheaper by the Dozen 2                                          | Tom Baker                       |                                                   |
| 2005 | Disneyland: The First 50 Magical Years                          | Himself                         |                                                   |
| 2006 | The Pink Panther                                                | Inspector Clouseau              | Și scenarist                                      |
| 2008 | Baby Mama                                                       | Barry                           |                                                   |
| 2009 | The Pink Panther 2                                              | Inspector Clouseau              | Și scenarist                                      |
| 2009 | It's Complicated                                                | Adam Schaffer                   |                                                   |
| 2011 | The Big Year                                                    | Stu Preissler                   |                                                   |
| 2015 | Home                                                            | Captain Smek                    | Rol de voce                                       |
| 2015 | Love the Coopers                                                | Narator/Rags the Dog            | Rol de voce                                       |
| 2016 | Billy Lynn's Long Halftime Walk                                 | Norm Oglesby                    |                                                   |